# Vista del Niàgara, els ràpids del riu
Vista del Niágara, els ràpids del riu, el títol original en anglès del qual és Niagara Falls and the Rapids, c.1851-52, és un llenç de John Frederick Kensett, pintor paisatgista estatunidenc, representant de l'Escola del Riu Hudson, que va anar evolucionant progressivament vers el Luminisme nord-americà.

## Introducció
Les Cascades del Niágara és un tema de llarga tradició a la pintura nord-americana, anteriorment tractat per pintors com John Vanderlyn (l'any 1802), John Trumbull, George Catlin (l'any 1827-28), Thomas Cole (l'any 1830). Les versions de Jasper Francis Cropsey i la d'Albert Bierstadt són posteriors a aquest llenç de Kensett, com també ho són les dues importants obres de Frederic Edwin Church, la de l'any 1857 i la de l'any 1867.

## Anàlisi de l'obra
En principi, sembla estrany que John F. Kensett tractés aquest tema, ja que aquest artista era molt més procliu a escenes tranquil·les, que no pas a composicions de caràcter dramàtic o turbulent. D'acord amb el seu tarannà, Kensett va representar l'indret menys agitat d'aquest indret, o sigui, els ràpids del riu Niágara, just abans de les cascades, les quals va reduir a una simple zona triangular a la part esquerra de la composició.
Terrapin Point, a la Goat Island, és representat a l'extrem esquerre del llenç, però d'una mida molt petita, la qual cosa emfatitza el contrast entre les aigües turbulentes i la tranquil·la vista més enllà del riu. Tot i que aquest llenç és una obra primerenca, i que Kensett encara no havia encetat la seva fase pròpiament luminista, ja hi ha diversos trets que l'anticipen, com la gran importància donada a l'horitzó, que és ample i pàl·lid, i a la subtil il·luminació del celatge, que esdevindrà la principal característica dels seus treballs posteriors.

## Procedència
- Circa 1851, l'artista;
- A l'estudi de l'artista, a la seva mort, a l'any 1872;
- 1872, venut a la National Academy of Design, New York,
- Memorial exhibition to J.R. Kellogg, New York. 1945,
- Harry Shaw Newman, New York; 1945,
- Venut per Harry Shaw Newman a Maxim Karolik, Newport, R.I.;
- 1948, llegat de Martha C. (Mrs. Maxim) Karolik al Museu de Belles Arts de Boston (Accession Date: 3 de juny de 1948)[3]